# Новий Зборишів
Но́вий Зборишів — село в Україні, у Луцькому районі Волинської області. Входить до складу Мар'янівської селищної громади. Населення становить 145 осіб.

## Історія
У 1906 році село Зборишів Бранської волості Володимир-Волинського повіту Волинської губернії. Відстань від повітового міста 95 верст, від волості 18. Дворів 76, мешканців 536.
На околиці села на території Ново Зборишівського заказника росте рідкісне коркове дерево.

## Населення
Згідно з переписом УРСР 1989 року чисельність наявного населення села становила 180 осіб, з яких 73 чоловіки та 107 жінок.
За переписом населення України 2001 року в селі мешкало 145 осіб.

### Мова
Розподіл населення за рідною мовою за даними перепису 2001 року:
| Мова       | Відсоток |
| ---------- | -------- |
| українська | 99,31 %  |
| російська  | 0,69 %   |

## Відомі люди
- Слапчук Василь Дмитрович — український поет, письменник, критик. Лауреат державної премії України ім. Тараса Шевченка, заслужений діяч мистецтв України.